# الأصيل (مسلسل)
الأصيل مسلسل ذو قصة حقيقية وقد كتب السيناريو والحوار: باسل الشبيب، الإعداد: عبد العزيز المسلّم ومنى الغانم ومن إخراج المخرج: البيلي أحمد.

## ملخص القصة
يحكي المسلسل قصة رجل خليجي يحب عائلته و يتمنى لهم الخير لكن أشقائه يكرهونه بسبب أنه من أم أخرى عدا الأب الذي يحبه، والتي زرعت هذا الكره هى زوجة ابيه، ليواجه العديد من المشاكل مع أسرته، فهل سيستطيع حلها، أم سيستسلم للأمر الواقع ؟

## قاموا بأداء الأدوار

### البطولة
عبد العزيز المسلم ـ ـ زهرة عرفات ـ محمد حسن الدهلاوي ـ لطيفة المجرن ـ هبه الدري ـ أحمد إيراج ـ ليلى السلمان ـ مرام ـ ـ عبد الله الباروني ـ محمد الشعيبي ـ أميره محمد ـ حمد العماني ـ فوزي القاضي ـ شهد من فرقة مسك الكويتية ـ عبدالمحسن العمر.

### ضيوف الشرف
أحمد الصالح ـ منصور المنصور ـ جاسم النبهان ـ طيف ـ فوزيه عزت شهد ـ إيمان القصيبي

### بالاشتراك مع
إسماعيل الراشد ـ طاهر النجادة ـ عبد الله البدر ـ أبرار ـ عبد الله الرميان ـ عادل الزاهد ـ جاسم الجاسم ـ أحمد دشتي ـ جاسر العياف.
| سبقه مسرحية الحاسة السادسة | أعمال مسرح السلام 2007 | تبعه مسك وعنبر |